# Bilimbaj
Bilimbaj (Russisch: Билимбай) is een plaats (selo) in het gemeentelijk district Pervo-oeralski van de Russische oblast Sverdlovsk. De plaats ligt op iets ten noorden van de Tsjoesovajarivier op 60 kilometer ten westen van Jekaterinenburg en 12 kilometer ten noordwesten van Pervo-oeralsk.
De naam is volgens een legende afkomstig van een Tataar genaamd Bilimbaj, die er woonde in de tijd van Jermaks reizen naar Siberië. Deze van oorsprong Turkse naam is afgeleid van bilimbey, wat zoiets betekent als "rijk aan kennis" (bilim = "kennis" en bey = "rijke man").

## Geschiedenis

### Ontstaan
De rechten op een groot deel van de gronden langs de Tsjoesovajarivier waren sinds 1568 bij tsaristische oekaze van Ivan IV het eigendom van de familie Stroganoff. In 1734 werd de Metallurgische Pijpenfabriek van Bilimbaj gesticht door deze familie voor de productie van gietijzer. Dit was het resultaat van een vete tussen de families Stroganoff (die zich eerder niet zo interesseerde voor de metallurgie) en de familie Demidov, die vanuit Nevjansk probeerde steeds meer gebied van de Stroganoffs af te snoepen om er mijnbouw te bedrijven en er metallurgische fabrieken te stichten. Nadat de rechten van de Storganoff-familie op de gronden langs de oevers en zijrivieren van de Tsjoesovaja werden betwist door Nikita Demidov, wendden de Stroganoffs zich tot de tsaristische Berg-amt, die de rechten op de gronden in die tijd bepaalde. Nadat Nikita's zoon Akinfi het recht kreeg voor de bouw van een ijzerfabriek aan de Revdarivier en Nikita zelf een fabriek mocht bouwen aan de Sjatankarivier, kreeg de Stroganoff-familie zes dagen later (16 juli 1730) het recht om een fabriek te bouwen aan de Bilimbajevkarivier.
Doordat de Stroganoffs dan wel een immens gebied bezaten, maar het aantal lijfeigenen op hun land in de Oeral dun gezaaid was, duurde het tot 1733 voordat de bouw van de fabriek daadwerkelijk begon. Op 17 juni 1734 werd het eerste gietijzer geproduceerd en trad daarmee de eerste metallurgische fabriek van de Stroganoffs in werking.
Uit de beschrijving van De Gennin in 1735, in zijn beroemd geworden boek over de mijnbouw en metallurgie in de Oeral, blijkt dat de fabriek een van de best georganiseerde van de Oeral was. De delfstoffen kwamen uit de omtrek (1 tot 20 wersten) en bestonden uit 14 ertslagen, die waren opgespoord door lijfeigenen. De fabriek had een gunstige locatie aan de rivier de Tsjoesovaja, daar deze dwars door de Oeral naar Europa stroomt en het vervoer daardoor eenvoudig plaats kon vinden.
Bij de overdracht van de fabriek aan de zonen van de Stroganoff die de fabriek bezat in 1745, woonden er 1164 mensen in de plaats. Een paar jaar later werd de fabriek gemoderniseerd en wat later kwamen ontstonden er een aantal andere fabrieken omheen. In 1771 kreeg de Armeniër Ivan Lazarev de fabriek in lease van de familie Stroganoff in verband met schulden die de familie af moest betalen. In die tijd woonden in de nederzettingen rond de fabrieken 7.617 lijfeigenen.

### Poegatsjov-opstand
Drie jaar later brak de Poegatsjov-opstand uit onder leiding van Jemeljan Poegatsjov en werden ook de fabrieken van Stroganoff hierbij betrokken. Toen de troepen van Poegatsjov tot op 20 wersten van de plaats waren genaderd, brak oproer uit onder de lijfeigenen op 17 januari 1774. Tot 30 maart lag de fabriek stil. Toen de troepen van Poegatsjov de plaats binnenkwamen, sloten 300 inwoners zich aan bij het leger van "tsaar Ivan III", zoals Poegatsjov zich noemde, en ging met hen in de aanval tegen regeringsgetrouwe troepen. Van hen kwamen 29 om bij gevechten of raakten vermist, terwijl de rest naar de galeien werd gestuurd of zware dwangarbeid moest verrichten, als gevolg waarvan mogelijk nog meer om het leven kwamen.

### 19e en begin 20e eeuw
In 1799 woonden er 1679 mensen en was de plaats mogelijk de enige in de Oeral die een eigen medische post had voor zo weinig mensen.
Tijdens de veldtocht van Napoleon naar Rusland had de Russische regering een gebrek aan ijzer en werd de fabriek ingezet voor de levering van ijzer voor wapentuig. In 1857 brak een economische crisis uit in de metallurgische wereld met dalende prijzen en in 1861 werd de lijfeigenschap afgeschaft in het Russische Rijk, waardoor de kosten fors toenamen en de winsten afnamen. In 1878 werd de spoorlijn aangelegd van Perm (destijds het bestuurlijk centrum van het gouvernement Perm) naar Jekaterinenburg (toen onderdeel van dit gouvernement), hetgeen de eerste spoorlijn was in de Oeral en waarvan ook de fabriek uit Bilimbaj profiteerde. De fabriek had nu echter een groot tekort aan hout voor het productieproces, daar alle bossen in de wijde omgeving reeds waren gekapt. Er werd daarop een modernisering doorgevoerd, waardoor de fabriek hiervan minder afhankelijk was. Ook werden nieuwe bossen aangeplant, zodat de toekomstvoorziening kon worden gegarandeerd. Begin 20e eeuw raakte de metallurgische industrie in de Oeral opnieuw in crisis door de opkomst van goedkopere industrie in het zuiden. Ook was er sprake van inertie bij de vervanging van oude productiemachines. Ook de fabriek in Bilimbaj kreeg hierdoor een zware klap. Begin 20e eeuw moesten al een aantal mijnen sluiten en daalde de productie.
De start van de Eerste Wereldoorlog bracht ook geen voordelen, daar de fabriek niet geschikt was voor de productie van de materialen die gewenst waren voor de defensie-industrie. In 1915 werden nog Duitse krijgsgevangenen ingezet voor het werk in de mijnen, maar dezen weigerden te werken, waardoor de productie niet toenam. Deze jaren werden net als in de rest van het Russische Rijk ook in de Oeral gekenmerkt door stakingen, met de roep om hogere lonen. De fabriek was genoodzaakt hieraan toe te geven na een staking in oktober 1916, maar de productiviteit per arbeider daalde van 1913 tot 1917 met 40%. In maart 1917 werden de autoriteiten omvergeworpen door revolutionairen als gevolg van de Februarirevolutie. In mei werd de familie Stroganoff onteigend van haar fabrieken in het gebied en begin 1918 werd de fabriek genationaliseerd. Ook werden 800.000 roebels van hun bankrekening gehaald en overgemaakt naar de jonge communistische RSFSR.

### Russische Burgeroorlog
Tijdens de Russische Burgeroorlog werd Bilimbaj veroverd door Witte-legerleider Aleksandr Koltsjak. Op 13 juli 1919 heroverden de bolsjewieken de plaats echter definitief, nadat de witten de plaats halsoverkop hadden verlaten, daarbij veel munitie achterlatend op het treinstation. Veel Bilimbajers waren betrokken bij gevechten in andere plaatsen tijdens deze oorlog. Door de enorme voedseltekorten stopte de fabriek met haar productie in juni 1920.

### Beginjaren van de Sovjet-Unie
Na de oorlog, in juli 1922, werd de fabriek weer in dienst gesteld en werd de hoogoven, die was beschadigd tijdens de oorlog, gerepareerd. De fabriek was echter toen al sterk verouderd. Bij de bestuurlijke hervormingen in oktober 1923, toen de volosten werden vervangen door de rayons (districten), werd Bilimbaj daarop onderdeel van het district (rajon) Pervo-oeralski.
In 1927 werden grote herstelwerkzaamheden verricht aan een van de hoogovens en werd een drie kilometer lange paardentrein aangelegd voor het vervoer van goederen. In hetzelfde jaar lag de productie weer op het niveau van 1913. In 1933 werd de metallurgische fabriek geherstructureerd en veranderd in een pijpenfabriek, hoewel niet zo efficiënt als die van Pervo-oeralsk. Er werd hiervoor ook een smalspoor aangelegd van de fabriek naar het spoornetwerk van de oblast.
In 1936 werd een bosbeheerbedrijf opgezet in de plaats, waarbinnen 11 bosbouwbedrijven vielen. In 1934 werd de lokale kerk, die uitstak boven de bossen, gesloten door de communisten. Vervolgens werd de klokkentoren van de kerk opgeblazen, nadat de kerkklokken eruit waren gehaald en de inventaris gedeeltelijk was vernield. Ook de Grote Zuivering ging niet aan de plaats voorbij; verschillende leidende figuren uit de plaats werden naar de Goelagkampen gestuurd. In 1939 werd Bilimbaj een onafhankelijke rajon (district), waaronder ook onder andere de plaatsen Novo-oetkinsk, Koezino, Ko-oerovka en Severka vielen.

### Tweede Wereldoorlog
Na het uitbreken van de "Grote Vaderlandse Oorlog" in 1941, werden ook een aantal defensiebedrijven vanuit Europees Rusland naar de stad Bilimbaj geëvacueerd. In Bilimbaj werden onder andere valparachutes gemaakt. De pijpenfabriek werd omgevormd tot een ammunitiefabriek, die verder werden verwerkt in de pijpenfabriek van Pervo-oeralsk. Bij de plaats werden ook testen uitgevoerd door het geëvacueerde ontwerpbureau 293 met experimentele vliegmachines, waaronder de eerste helikopters van de Sovjet-Unie. De experimentele BI-1 werd ontwikkeld in Bilimbaj en maakte haar eerste testvlucht vanaf luchthaven Koltsovo op 15 mei 1942 door testpiloot Grigori Bachtsjivandzji. Op 8 mei 1944 werd de pijpenfabriek weer omgezet voor vreedzame doeleinden en werd gemoderniseerd.

### Latere communistische periode
In november 1955 werd Bilimbaj opnieuw onderdeel van het district Pervo-oeralski. In januari 1973 werd de pijpenfabriek van Bilimbaj onderdeel van de fabriek uit Pervo-oeralsk en hetzelfde jaar werd de productie er gestaakt. Er kwam geen modernisering en de metallurgie verdween uit de plaats. De fabriek werd aan haar lot overgelaten en is nog steeds bezig te vergaan.

### Na de Sovjettijd
Tot 2004 was de plaats een nederzetting met stedelijk karakter, maar in dat jaar nam de gemeente van Pervo-oeralsk het besluit om de plaats samen met de plaatsen Koezino en Novaja Oetka te degraderen tot selo's om zo geld te besparen op het stedelijk budget.